# Angolagirlitz
Der Angolagirlitz (Crithagra atrogularis, Syn.: Serinus atrogularis) ist eine Finkenart aus der Unterfamilie der Stieglitzartigen. Er kommt ausschließlich im südlichen Afrika vor.
Es werden mehrere Unterarten unterschieden. Die IUCN stuft den Angolagirlitz als nicht gefährdet (least concern) ein.

## Erscheinungsbild
Der Angolagirlitz erreicht eine Körperlänge von 10,5 bis 12,0 Zentimetern. Es handelt sich um einen kleinen, überwiegend graubraunen Girlitz mit einem verhältnismäßig kurzen Schwanz und einem leuchtend gelben Bürzel. Ein auffälliger Sexualdimorphismus besteht nicht, die Weibchen haben tendenziell einen kleineren schwarzen Kehlfleck als die Männchen.
Angolagirlitze der Nominatform Crithagra agtrogularis atrogularis sind auf der Körperoberseite rötlich-braun mit dunklen Längsstreifen, der Bürzel ist zitronengelb, die Oberschwanzdecken sind mattbraun mit schwarzen Federschäften und weißen Federspitzen. Die Steuerfedern sind dunkelbraun, die Außenfahne ist schmal hell-bräunlich gesäumt, die Spitze der Innenfahne ist weiß. Der schmale Überaugenstreif ist weißlich, die Region zwischen der Schnabelbasis und dem Auge ist matt hellgrau, die Wangen und die Ohrdecken sind gräulich oder matt bräunlich. Die Region vom Kinn bis zur Brust und zu den Flanken ist blass grau oder bräunlich. In der Mitte der Kehle und der oberen Brust befindet sich entweder ein rußschwarzer Kehlfleck oder die Region ist dicht schwarz gefleckt. Die übrige Körperunterseite ist gräulich bis weißlich mit einigen dunklen, nicht sehr scharfen Längsstreifen. Die Augen sind braun, die Beine bräunlich fleischfarben. Der Schnabel ist hornfarben, wobei der Unterschnabel etwas heller ist. Jungvögel sind insgesamt gelblicher als die Adulten. Ihnen fehlt noch der Kehlfleck, sie haben aber kurze dunkle Längsstreifen an der Kehle und auf der oberen Brust.
Der Angolagirlitz ist aufgrund seines Gefieders mit keiner anderen Girlitzart in seinem Verbreitungsgebiet zu verwechseln. Im Westen Kenias reicht jedoch das Verbreitungsgebiet der Unterart C. a. somereni bis an das Verbreitungsgebiet des Reichenowgirlitz heran. Diese Unterart unterscheidet sich vom Reichenowgirlitz durch die dunklere Körperoberseite und den schwarzen Kehlfleck.

## Verbreitungsgebiet und Lebensraum
Der Angolagirlitz kommt vom Äquator bis in die ehemalige südafrikanische Kapprovinz vor. Zum Verbreitungsgebiet gehören die Länder Angola, Botswana, Burundi, Republik Kongo, Demokratische Republik Kongo, Dschibuti, Äthiopien, Gabun, Kenia, Lesotho, Namibia, Ruanda, Somalia, Republik Südafrika, Sudan, Tansania, Uganda, Sambia und Simbabwe.
Der Angolagirlitz ist ein Standvogel, außerhalb der Fortpflanzungszeit zieht er jedoch gelegentlich nomadisierend umher. Er erreicht dann auch Gebiete, in denen er normalerweise nicht vorkommt. Größere Invasionen gibt es gelegentlich in Simbabwe und Botswana.
Der Angolagirlitz bewohnt offene Wälder und leicht bewaldete Ebenen, Baum- und Strauchsavannen, Lichtungen sowie Ufervegetation und kommt auch am Randbereich von Agrarflächen und Farmen sowie in der Umgebung von Dörfern vor. Er hält sich grundsätzlich in der Nähe von Wasser auf. In einigen Regionen seines Verbreitungsgebietes kommt er auch in Vorstädten vor.

## Lebensweise
Der Angolagirlitz lebt entweder paarweise oder in kleinen Gruppen von fünf bis 15 Individuen. An Wasserlöchern können sich aber bis zu 60 Individuen einfinden. Große Trupps bestehen in der Regel aus mehreren Familienverbänden. Häufig ist er mit anderen Girlitzarten vergesellschaftet.
Angolagirlitze suchen auf dem Erdboden, auf größeren Stauden, in Büschen und Bäumen nach Nahrung. Sie fressen beispielsweise Blattläuse, die sich auf Rosenbüschen befinden oder picken diese von Yuccapalmen. Sie fangen Insekten gelegentlich auch im Flug. Sie fressen außerdem Blätter, Knospen und Früchte. Zu ihrem Nahrungsspektrum zählen insbesondere Hirse sowie die Samen von Sonnenblumen und die Knospen und Blütenblätter der im südlichen Afrika eingebürgerten Blauen Lupine.

## Fortpflanzung

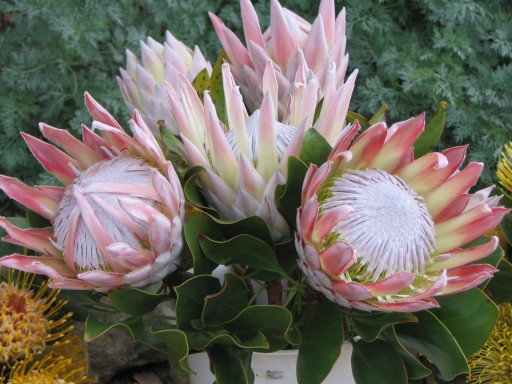
Angolagirlitze bauen ihre Nester gelegentlich sogar in den Blüten von Zuckerbüschen (Protea).

Der Angolagirltiz ist ein monogamer, territorialer Einzelbrüter. Beide Elternvögel sind gleichermaßen am Bau des Nestes beteiligt und sind während des Nestbaus immer paarweise zu sehen. Das Männchen beginnt normalerweise mit dem Nestbau. In der Regel bringen Angolagirlitze alle drei bis vier Minuten Nestmaterial heran. Das Nest ist ein Napf, der aus trockenem Gras, sehr kleinen Ästchen, Pflanzenfasern und Spinnweben errichtet wird. Das Nest befindet sich zwischen einem und 15 Meter über dem Erdboden in Laubbäumen, Palmen, Nadelbäumen und Zuckerbüschen. Es ist in der Regel gut versteckt. Das Gelege besteht aus zwei bis fünf Eiern.
Es brütet allein das Weibchen, das während der Brutzeit das Gelege kaum verlässt. Das Männchen bringt während dieser Zeit Futter herbei. Sobald das Männchen in der Nestnähe erscheint, bettelt das Weibchen mit zitternden Flügeln, zitterndem Schwanz und hoch erhobenen Kopf unter Bettellauten das Männchen um Futter an. Die Nestlinge schlüpfen nach einer Brutzeit von 12 bis 13 Tagen. Beide Elternvögel füttern. Die Nestlingszeit beträgt 15 bis 17 Tage. Sie werden noch nach dem Ausfliegen für einige Zeit von den Elternvögeln versorgt.

## Unterarten
Neben der oben beschriebenen Nominatform werden folgende Unterarten unterschieden:
- Crithagra atrogularis impiger Clancey, 1959 – Südafrika. Diese Unterart ist insgesamt blasser als die Nominatform.
- C. a. deserti (Reichenow), 1918 – Namibia, Süden Angolas, Nordwesten und Norden der Kapprovinz. Dieser Unterart fehlt der Kehlfleck und sie ist blasser als die Nominatform und auf der Körperunterseite fast weiß. Auf der oberen Brust finden sich kurze, unscharfe dunkle Längsstreifen und auf der Kehle einige wenige kleine schwarze Fleckchen.
- C. a. semideserti Roberts, 1932 – Äußerster Westen von Simbabwe, der Nordwesten von Transvaal, Botswana, der Südwesten Sambias, der Süden Angolas und der Nordosten Namibias. Die Kehle ist wie bei der Nominatform gefärbt, das übrige Körpergefieder ist blasser und grauer.
- C. a. seshekeensis Grant, CHB & Mackworth-Praed, 1958 – Südwesten Simbabwes. Die Unterart ähnelt der Unterart C. a. semideserti, hat jedoch eine hell zimtfarbene Körperunterseite.
- C. a. lwenarum C. M. N. White, 1944 – Kongo, der Süden Zaires, die Mitte Angolas, Sambia und der Südwesten Tansanias. Diese Unterart ist auf der Körperoberseite dunkler als die Nominatform.
- C. a. somereni Hartert, 1912 – Osten Zaires, Nordwesten Tansanias, Ugandas und der Westen Kenias. Die Unterart ähnelt S. a. lwenarum, ist jedoch bräunlicher als diese.

## Einzelbelege
1. 1 2 3 4  Fry et al., S. 472.
2. 1 2  Fry et al., S. 471.
3. 1 2  Fry et al., S. 473.